# Девинска планина
Девинска планина е планински рид в Западните Родопи, източно разклонение на Велийшко-Виденишкият дял, разположен южно от долината на Девинска река. По-голямата му част е на територията на Област Смолян, а северозападната – на територията на Област Пазарджик.
Планината се простира се от запад на изток на 20 км и ширина до 15 км. На север дълбоката каньоновидна долина на Девинска река я отделя от Баташка планина, а на югоизток долината на река Въча – от рида Мурсалица. На запад и юг долините на Сърнена река (Караджадере, ляв приток на Доспат) и река Читакдере (Ешекчидере, ляв приток на Буйновска река) я отделят от останалата част на Велийшко-Виденишкия дял.
Билното ѝ е заравнено, като в крайните ѝ западни и източни части то се повишава и там се издигат най-високите върхове на планината: Пчеларица (1688,5 м) в най-северозападната част, на 2 км южно от язовир „Широка поляна“ и Хамамбунар (1688,1 м) в източната част, на 3 км северозападно от село Грохотно. Изградена е предимно от олигоценски риолити и пясъчници и по-малко гнайси и мрамори. С малки изключения планината е покрита с хубави иглолистни гори. В североизточното ѝ подножие, край град Девин бликат минерални извори с голям дебит.
В централната ѝ част, северно от село Борино е изградена хижа „Орфей“, а в най-източната ѝ част, близо до квартал „Настан“ на град Девин е природната забележителност „Слона“.
В подножието на планината са разположени град Девин (на североизток) и селата Борино (на юг), Грохотно и Тешел (на югоизток).
По цялото ѝ южно подножие, от запад на изток, от село Борино до град Девин, на протежение от 23 км, преминава участък от третокласен път № 197 от Държавната пътна мрежа Гоце Делчев – Доспат – Девин.

## Топографска карта
- Лист от карта K-35-73. Мащаб: 1 : 100 000.
- Лист от карта K-35-85. Мащаб: 1 : 100 000.